# 189 km (obwód riazański)
189 km (ros. 189 км) – przystanek kolejowy w miejscowości Riazań, w obwodzie riazańskim, w Rosji. Położony jest na linii Moskwa – Riazań.